# Космическая энергетика

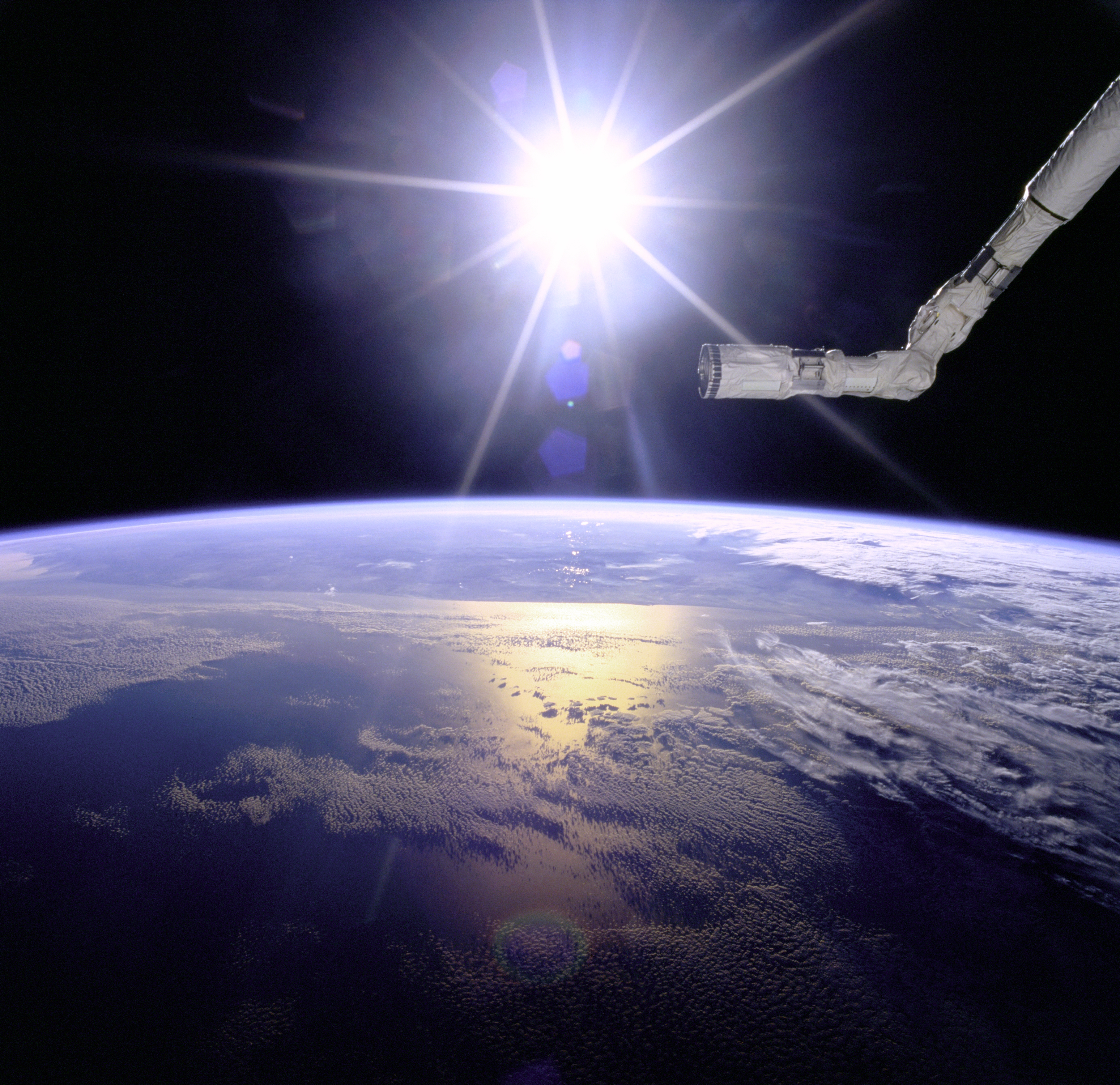
Вид дистанционного манипулятора на фоне Земли, освещенной солнечными лучами

Космическая энергетика (Орбитальная энергетическая система, ОЭС) — вид альтернативной энергетики, предусматривающий использование энергии Солнца для выработки электроэнергии, с расположением энергетической станции на земной орбите или на Луне.

## Проекты

### Спутник для выработки энергии
История идеи

Схематическое изображение, показывающие разницу в количестве лучей, попадающих на земную солнечную станцию (слева) и на космическую (справа)

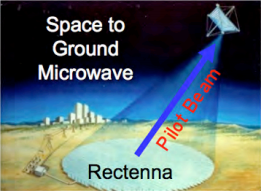

Изначально идея появилась в 1970-х годах. Появление такого проекта было связано с энергетическим кризисом. В связи с этим правительство США выделило 20 миллионов долларов космическому агентству НАСА и компании Боинг для расчёта целесообразности проекта гигантского спутника SPS (Solar Power Satellite).
После всех расчётов оказалось, что такой спутник вырабатывал бы 5000 Мегаватт энергии, после передачи на землю оставалось бы 2000 мегаватт. Чтобы понять много это или нет, стоит сравнить эту мощность с Красноярской ГЭС, мощность которой составляет 6000 мегаватт. Но примерная стоимость такого проекта 1 триллион долларов, что и послужило причиной закрытия программы.
В советской печати публиковались подробные изложения теории и расчёта ОЭС (Орбитальная энергетическая система).
Схема технологии
Система предполагает наличие аппарата-излучателя, находящегося на геостационарной орбите. Предполагается преобразовывать солнечную энергию в форму, удобную для передачи (СВЧ, лазерное излучение), и передавать на поверхность в «концентрированном» виде. В этом случае на поверхности необходимо наличие «приёмника», воспринимающего эту энергию.
Космический спутник по сбору солнечной энергии по существу состоит из трех частей:
- средства сбора солнечной энергии в космическом пространстве, например, через солнечные батареи или тепловой двигатель Стирлинга;
- средства передачи энергии на землю, например, через СВЧ или лазер;
- средства получения энергии на земле, например, через ректенны.

Космический аппарат будет находиться на ГСО и ему не нужно поддерживать себя против силы тяжести. Он также не нуждается в защите от наземного ветра или погоды, но будет иметь дело с космическими опасностями, такими как микрометеориты и солнечные бури.
Преимущества системы
- Высокая эффективность из-за того, что нет атмосферы, выработка энергии не зависит от погоды и времени года.
- Практически полное отсутствие перерывов так как кольцевая система спутников, опоясывающая Землю, в любой момент времени будет иметь хотя бы один, освещаемый Солнцем.

схожий проект
Проект НПО им. Лавочкина предполагает использовать солнечные батареи и излучающие антенны на системе автономных спутников, управляемых по пилотному сигналу с Земли. Для антенны — использовать коротковолновой СВЧ-диапазон вплоть до миллиметровых радиоволн. Это даст возможность формировать в космосе узкие пучки при минимальных размерах генераторов и усилителей. Небольшие генераторы позволят и принимающие антенны сделать на порядок меньше

### Лунный пояс
Проект космической энергетики представленный компанией Shimizu в 2010 году. По задумке японских инженеров это должен быть пояс из солнечных батарей протянутый по всему экватору Луны (11 тыс. километров) и шириной 400 километров.
Так как производство и транспортировка такого количества солнечных батарей с Земли не представляется возможным, то по замыслу ученых солнечные элементы должны будут производиться прямо на Луне. Для этого можно использовать лунный грунт из которого можно делать солнечные батареи.
Энергия с этого пояса будет передаваться радиоволнами с помощью громадных 20 километровых антенн и приниматься ректеннами здесь, на Земле. Второй способ передачи который может использоваться это передача световым лучом с помощью лазеров и прием свето-уловителем на земле.
Преимущества системы
Так как на Луне нет атмосферы и погодных явлений, энергию можно будет вырабатывать почти круглосуточно и с большим коэффициентом эффективности.
Дэвид Крисуэлл предположил, что Луна является оптимальным местом для солнечных электростанций.
Основное преимущество размещения солнечных коллекторов энергии на Луне в том, что большая часть солнечных батарей может быть построена из местных материалов, вместо земных ресурсов, что значительно снижает массу и, следовательно, расходы по сравнению с другими вариантами космических солнечных электростанций.

## Технологии применяющиеся в космической энергетике

### Беспроводная передача энергии на Землю
Беспроводная передача электроэнергии была предложена на ранней стадии в качестве средства для передачи энергии от космической или Лунной станции к Земле. Энергия может быть передана с помощью лазерного или СВЧ-излучения на различных частотах, в зависимости от конструкции системы. Какой выбор был сделан, чтобы передача излучения была не ионизирующей, во избежание возможных нарушений экологии или биологической системы региона получения энергии? Верхний предел для частоты излучения установлен таким, чтобы энергия на один фотон не вызывала ионизацию организмов при прохождении через них. Ионизация биологических материалов начинается только с ультрафиолетового излучения и, как следствие, проявляется при более высоких частотах, поэтому большое количество радиочастот будет доступно для передачи энергии.

#### Лазеры
Исследователи НАСА работали в 1980-х годах с возможностью использования лазеров для излучения энергии между двумя точками в пространстве; в перспективе эта технология станет альтернативным способом передачи энергии в космической энергетике. 
В 1988 г. Грант Логан предложили использовать лазер, размещенный на Земле, чтобы обеспечить энергией космические станции, предположительно это можно было осуществить в 1989 году.
В 1991 году начался проект Space Laser Energy (SELENE), который предполагал создание лазеров для космической энергетики, в том числе и для излучения энергии лазером на лунные базы (см. Starfire Optical Range). Предлагалось использование солнечных элементов из алмаза при температуре 300 °C для преобразования ультрафиолетового лазерного излучения. Проект SELENE продолжал работать над этой концепцией, пока не был официально закрыт в 1993 после двух лет исследований, так и не осуществив тестирования технологии на большие расстояния. Причина закрытия: высокая стоимость осуществления.

### Преобразование солнечной энергии в электрическую

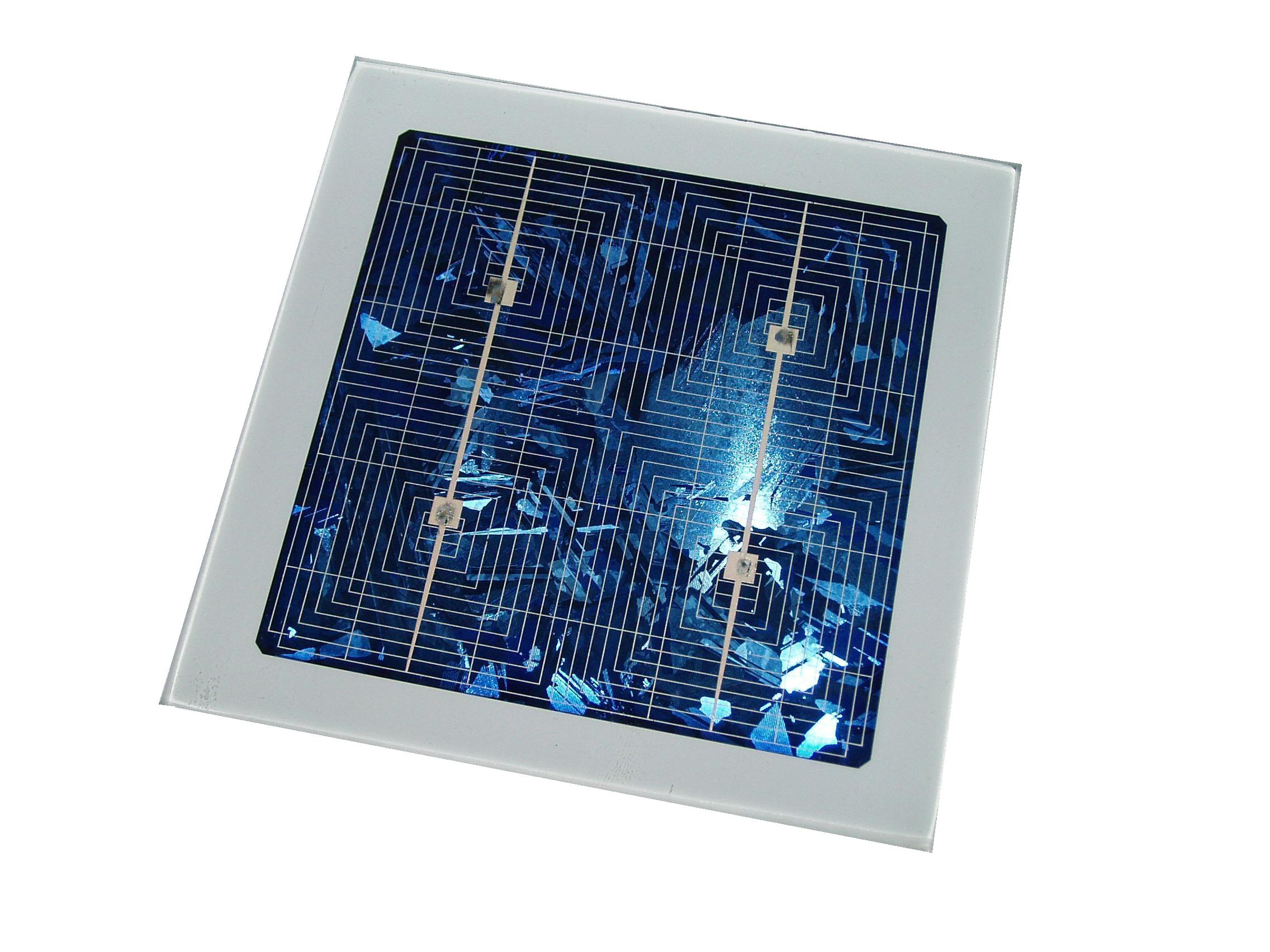
Фотоэлемент на основе поликристаллического кремния

В космической энергетике (в существующих станциях и при разработках космических электростанций) единственный способ эффективного получения энергии это использование фотоэлементов (фотоэлемент (фотоэлектрический преобразователь) — электронный прибор, который преобразует энергию фотонов в электрическую энергию). Наиболее эффективными, с энергетической точки зрения, устройствами для превращения солнечной энергии в электрическую являются полупроводниковые фотоэлектрические преобразователи (ФЭП), поскольку это прямой, одноступенчатый переход энергии. КПД производимых в промышленных масштабах фотоэлементов в среднем составляет 16 %, у лучших образцов до 25 %; в лабораторных условиях уже достигнут КПД в 43 %.

### Приём энергии отСВЧ-волн, испускаемых спутником
Также важно подчеркнуть способы получения энергии. Один из них это получение энергии с помощью ректенн. Ректенна (выпрямляющая антенна) — устройство, представляющее собой нелинейную антенну, предназначенную для преобразования энергии поля падающей на неё волны в энергию постоянного тока. Простейшим вариантом конструкции может быть полуволновый вибратор, между плечами которого устанавливается устройство с односторонней проводимостью (например диод). В таком варианте конструкции антенна совмещается с детектором, на выходе которого, при наличии падающей волны, появляется ЭДС. Для повышения усиления такие устройства могут быть объединены в многоэлементные решётки.

## Преимущества и недостатки
Космическая солнечная энергия — энергия, которую получают за пределами атмосферы Земли. При отсутствии загазованности атмосферы или облаков, на Землю падает примерно 35 % энергии от той, которая попала в атмосферу. Кроме того, правильно выбрав траекторию орбиты, можно получать энергию около 96 % времени. Таким образом, фотоэлектрические панели на геостационарной орбите Земли (на высоте 36000 км) будет получать в среднем в восемь раз больше света, чем панели на поверхности Земли и даже ещё больше когда космический аппарат будет ближе к Солнцу, чем к поверхности Земли. Дополнительным преимуществом является тот факт, что в космосе нет проблемы с весом или коррозии металлов из-за отсутствия атмосферы.
С другой стороны, главный недостаток космической энергетики и по сей день является её высокая стоимость. Средства, затраченные на вывод на орбиту системы общей массой 3 млн т. окупятся только в течение 20 лет, и это если принимать в расчёт удельную стоимость доставки грузов с Земли на рабочую орбиту 100 $/кг. Нынешняя же стоимость вывода грузов на орбиту намного больше.
Вторая проблема создания ОЭС — большие потери энергии при передаче. При передаче энергии на поверхность Земли будет потеряны, по крайней мере, 40-50 %.

## Основные технологические проблемы
По данным американских исследований 2008 года, есть пять основных технологических проблем, которые наука должна преодолеть, чтобы космическая энергия стала легкодоступной::
- Фотоэлектрические и электронные компоненты должны работать с высокой эффективностью при высокой температуре.
- Беспроводная передача энергии должна быть точной и безопасной.
- Космические электростанции должны быть недорогими в производстве.
- Низкая стоимость космических ракет-носителей.
- Поддержание постоянного положения станции над приёмником энергии: давление солнечного света будет отталкивать станцию от нужного положения, а давление электромагнитного излучения, направленного на Землю, будет толкать станцию от Земли.

## Хронология развития

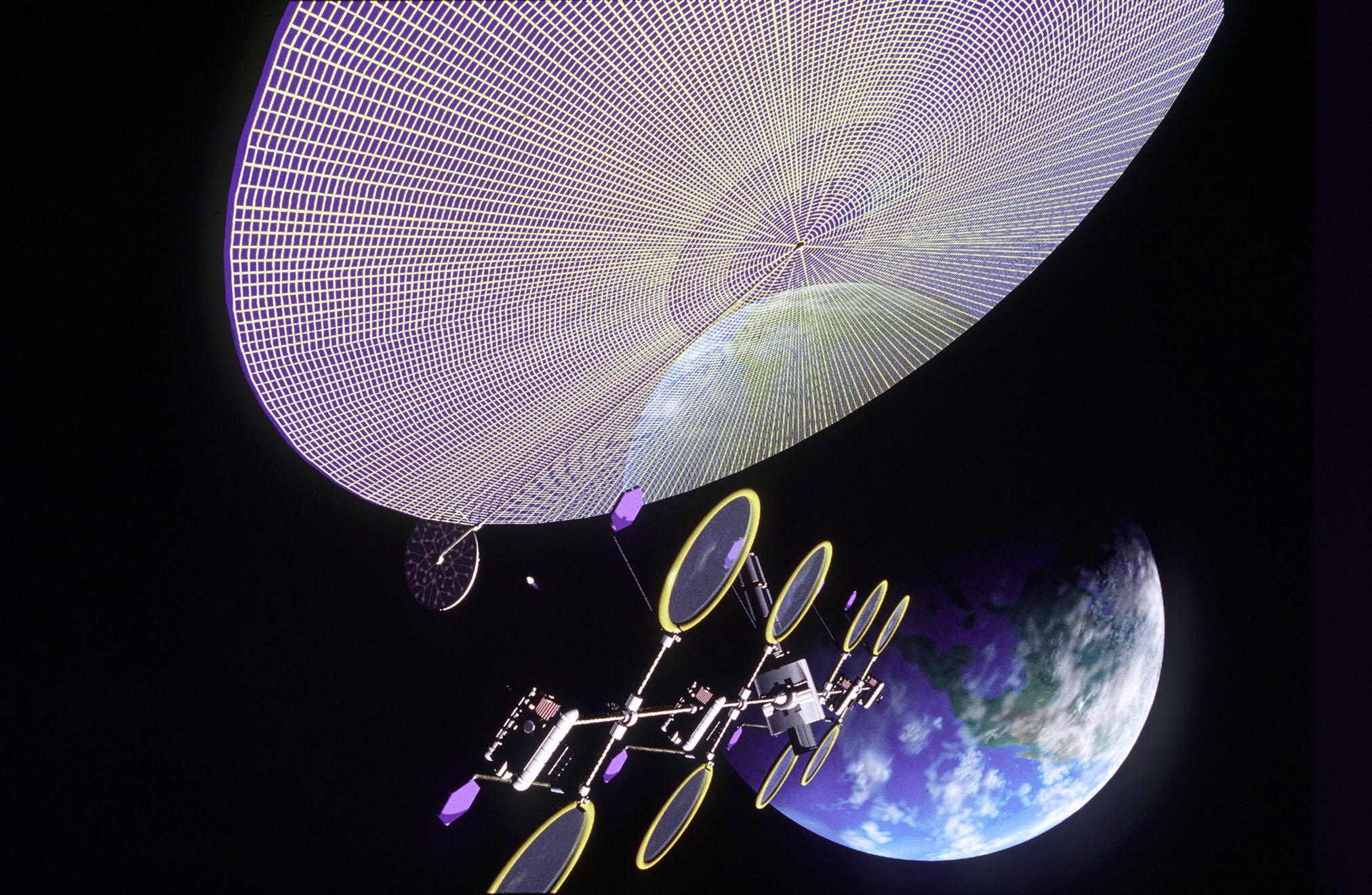

1968 : Питер Глейзер представил идею больших солнечных спутниковых систем с солнечным коллектором размером в квадратную милю на высоте геостационарной орбиты (ГСО 36000 км над экватором), для сбора и преобразования энергии солнца в электромагнитный пучок СВЧ для передачи полезной энергии на большие антенны на Земле.
1970 : Министерство энергетики США и НАСА рассмотрело проектирование и технико-экономическое обоснование спутника Solar Power Satellite (SPS).
1973 : Питер Глейзер получил патент США номер 3781647 за его метод передачи мощности на большие расстояния (например, от спутника на поверхность Земли) с помощью микроволн от больших антенн на спутнике на ректенны на Земле.
1990 : Исследовательским центром им. М. В. Келдыша разработана концепция энергоснабжения Земли из космоса с использованием низких околоземных орбит. «Уже в 2020—2030 годы можно создать 10—30 космических электростанций, каждая из которых будет состоять из десяти космических энергомодулей. Планируемая суммарная мощность станций будет равна 1,5—4,5 ГВт, а суммарная мощность у потребителя на Земле — 0,75—2,25 ГВт». Далее планировалось к 2050—2100 годам довести количество станций до 800 единиц, а конечную мощность у потребителя до 960 ГВт.;
1994: ВВС США проводят эксперимент с использованием расширенных Фотоэлектрических спутников запущенных на низкую орбиту Земли с помощью ракеты.
1995-1997: НАСА провело исследование космической солнечной энергии, её концепции и технологий.
1998: Японское агентство аэрокосмических исследований начинает программу развития космической солнечной электрической системы, которая продолжается и по сей день.
1999 : Началась программа НАСА космическая солнечная энергия.
2002: Джон Манкинс (НАСА) дал показания в Палате представителей США, говоря: «Крупномасштабное солнечная спутниковая система является очень сложной интегрированной системой и требует многочисленных значительных достижений в области современных технологий. Был разработан технологический план, в котором определён алгоритм разработки всех необходимых технологий — в течение нескольких десятилетий.»
2000: Японское агентство аэрокосмических исследований объявило о планах провести дополнительные исследования и запуск экспериментального спутника с 10 киловатт и 1 МВт мощности.
Так как за 40 лет со времени появления идеи солнечные батареи сильно упали в цене и увеличились в производительности, а грузы на орбиту стало доставлять дешевле, в 2007 году «Национальное космическое общество» США представило доклад, в котором говорит о перспективах развития космической энергетики в наши дни.
2009 : Японское агентство аэрокосмических исследований объявило о своих планах вывести на орбиту спутник солнечной энергии, которые будут передавать энергию на Землю с помощью микроволн. Они надеются вывести первый прототип орбитального спутника к 2030 году.
2009 : Компания Solaren расположенная в Калифорнии (США) подписала договор с компанией PG&E о том, что последняя будет покупать энергию, которую Solaren произведет в космосе. Мощность будет составлять 200 МВт. По плану этой энергией будут питаться 250 000 домов. Реализация проекта планировалась на 2016 год.
2010 : Компания Shimizu опубликовала статью, в которой рассказывается о возможностях создания гигантской лунной энергетической станции на существующих сегодня технологиях
2011: Объявлено о проекте нескольких японских корпораций, который должен быть реализован на базе 40 спутников с прикрепленными солнечными батареями; флагманом проекта должна стать корпорация Mitsubishi. Передача на землю будет осуществляться с применением электромагнитных волн, приёмником должно стать «зеркало» диаметром около 3 км, которое будет находиться в пустынном районе океана. По состоянию на 2011 год планируется запустить проект в 2012 году
2013 : Главное научное учреждение Роскосмоса — ЦНИИмаш выступил с инициативой создания российских космических солнечных электростанций (КСЭС) мощностью 1-10 ГВт с беспроводной передачей электроэнергии наземным потребителям. В ЦНИИмаше обращают внимание, что американские и японские разработчики пошли по пути использования СВЧ-излучения, которое сегодня представляется значительно менее эффективным, чем лазерное.
2015 :
- Инициатива по космической солнечной энергии (SSPI) создается между Калтех и Northrop Grumman Corporation. Предполагается, что 17,5 миллионов долларов будут выделены на трехлетний проект по развитию космической солнечной энергетической системы.
- 12 марта 2015 года JAXA объявила, что они успешно передали по беспроводной сети 1,8 киловатт энергии на расстояние 50 метров в небольшой приемник, преобразовывая электричество в микроволны, а затем микроволны обратно в электричество.

2016 : 
- Генерал-лейтенант Чжан Юйлинь, заместитель начальника отдела разработки вооружений [НОАК] Центральной военной комиссии, предположил, что в следующий раз Китай начнет использовать космос Земля-Луна для промышленного развития. Целью будет создание космических спутников на солнечной энергии, которые будут передавать энергию обратно на Землю.
- Команда из Лаборатории военно-морских исследований (NRL), Агентства перспективных оборонных проектов (DARPA), Авиационного университета ВВС, Объединенного штаба логистики (J-4), Государственного департамента, Makins Aerospace и Northrop Grumman получила звание секретаря Оборона (SECDEF) / Государственный секретарь (SECSTATE) / Инновационная задача D3 (Дипломатия, развитие, оборона) директора USAID с предложением о том, что США должны возглавить космическую солнечную энергетику.
- Граждане за космическую солнечную энергию преобразовали предложение D3 в активные петиции на веб-сайте Белого дома «Америка должна возглавить переход к космической энергии» и Change.org «США должны возглавить переход к космической энергии» вместе со следующим видео.
- Эрик Ларсон и другие из NOAA готовят доклад «Глобальная реакция атмосферы на выбросы от предлагаемой многоразовой космической системы запуска». В документе приводится довод в пользу того, что энергетические спутники мощностью до 2 ТВт в год могут быть построены без недопустимого ущерба для атмосферы. До этой статьи высказывались опасения, что NOx, образующиеся при входе в атмосферу, разрушат слишком много озона.
- Ян Кэш из SICA Design предлагает CASSIOPeiA (постоянная апертура, твердотельный, интегрированный, орбитальная фазированная решетка) новую концепцию SPS.

2017 : НАСА выбирает пять новых исследовательских предложений, посвященных инвестициям в космос. Горная школа Колорадо специализируется на «Тенденциях XXI века в области космического производства и хранения солнечной энергии».
2019 : Адитья Бараскар и профессор Тошия Ханада из Лаборатории динамики космических систем Университета Кюсю предложили Energy Orbit (E-Orbit), небольшую группировку космических спутников на солнечной энергии для передачи энергии между спутниками на низкой околоземной орбите. Всего 1600 спутников для передачи 10 киловатт электроэнергии в радиусе 500 км на высоте 900 км.
2020: Исследовательская лаборатория ВМС США запускает испытательный спутник. Кроме того, у ВВС США есть свой проект по космической демонстрации и исследованиям солнечной энергии (SSPIDR), который планирует запустить испытательный спутник ARACHNE в 2024 году.
2024 : 
в январе Управлением технологий, политики и стратегии НАСА (OTPS) опубликован отчет, в котором агентство рассматривало две ранее опубликованные архитектуры для производства электроэнергии в космосе и передачи ее на Землю с помощью микроволн, известные как солнечная энергия космического базирования (SBSP). В отчете подсчитаны затраты жизненного цикла этих архитектур, а также выбросы парниковых газов, которые приведет к их разработке, и сделан вывод, что эти космические конструкции солнечной энергетики дороги — они в 12–80 раз дороже, чем использование возобновляемых источников энергии на Земле.

## Другие способы использования космической энергии
Использование электроэнергии в космических полётах
Кроме того, чтобы излучать энергию на Землю, спутники Орбитальной энергетической системы (ОЭС) могут также питать межпланетные станции и космические телескопы. Также это может быть безопасной альтернативой ядерным реакторам на корабле который полетит на Марс.
 
В 2020 году в Европейском союзе создан консорциум по разработке системы беспроводного питания наноспутников, который начал работать над проектом Innovative Wireless Power Devices Using Micro-Thermoelectric Generators Arrays (WiPTherm), основной целью котрого было создание инновационной системы беспроводной передачи энергии, которая могла бы заряжать компоненты накопителей энергии на спутниках микро- и наноразмеров (выбор был сделан в пользу термоэлектрических, а не фотоэлектрических приёмных систем).
Другой сектор, который может извлечь выгоду из ОЭС будет космический туризм.